# 阿尔谢尼耶沃 (图拉州)
阿尔谢尼耶沃（羅馬化：Arsenʹevo）是俄罗斯图拉州的工人村（市级镇）、阿尔谢尼耶沃区行政中心及最大聚居地，位于图拉州西部，在州府图拉西南方。该镇西南有同属一区的市级镇斯拉夫内。
该镇2021年人口有4,622人；2010年人口4,803；2002年人口5,995；1989年人口5,773。